# Porana sutepensis
Porana sutepensis är en vindeväxtart som beskrevs av Kerr. Porana sutepensis ingår i släktet Porana och familjen vindeväxter. Inga underarter finns listade i Catalogue of Life.